# Israel Vázquez
Israel Vázquez (ur. 25 grudnia 1977 w Meksyku, zm. 3 grudnia 2024) – meksykański bokser, były zawodowy mistrz świata organizacji IBF i WBC w kategorii junior piórkowej (do 122 funtów).
Zawodową karierę rozpoczął w marcu 1995. Pierwszej porażki doznał w swojej dziesiątej walce, w marcu 1996. W kwietniu następnego roku znokautował już w pierwszej rundzie przyszłego mistrza świata WBC, niepokonanego wtedy Óscara Lariosa.
W marcu 1999 doznał drugiej porażki, przegrywając na punkty po niejednogłośnej decyzji sędziów z Marcosem Liconą (wcześniej w dziewiątej rundzie Vázquez leżał na deskach). 17 maja 2002 po raz drugi zmierzył się z Lariosem, w walce o tytuł tymczasowego mistrza świata WBC. Tym razem lepszy okazał się Larios, pokonując Vázqueza przez techniczny nokaut w dwunastej, ostatniej rundzie.
Po tej walce Vázquez stoczył trzy zwycięskie pojedynki (m.in. z byłym mistrzem świata WBA i WBO w kategorii koguciej i brązowym medalistą olimpijskim z Seulu, Jorge Eliecerem Julio), a następnie 25 marca 2004 zdobył wakujący tytuł mistrza świata IBF, pokonując Jose Luisa Valbuenę.
Swój pas mistrzowski obronił dwa razy – pokonując Artyoma Simonyana i Armando Guerrero. Następnie zrezygnował z tytułu IBF, aby móc po raz trzeci spotkać się z Óscarem Lariosem. Stawką tej walki był tytuł mistrza świata WBC. 3 grudnia 2005 Vázquez pokonał Lariosa przez techniczny nokaut w trzeciej rundzie – sędzia przerwał walkę z powodu dużego rozcięcia łuku brwiowego nad lewym okiem Lariosa.
10 czerwca 2006, w swojej pierwszej obronie, pokonał byłego mistrza świata WBO w kategorii junior koguciej, Ivana Hernandeza, który w czwartej rundzie doznał złamania nosa i nie mógł kontynuować pojedynku. W drugiej, i zarazem ostatniej walce w 2006, pokonał mistrza świata WBO w kategorii koguciej, Jhonny'ego Gonzaleza (TKO w 10 rundzie; obaj pięściarze dwukrotnie leżeli na deskach).
W 2007 doszło do dwóch pojedynków Vázqueza z Rafaelem Márquezem. 3 marca wygrał Márquez po tym, jak Vázquez nie wyszedł do walki w ósmej rundzie z powodu problemów z oddychaniem spowodowanych złamaniem nosa. Pięć miesięcy później doszło do rewanżu, w którym lepszy okazał się Vázquez, pokonując rywala przez techniczny nokaut w szóstej rundzie i odzyskując swój pas mistrzowski. 1 marca 2008 bokserzy zmierzyli się po raz trzeci. Po raz drugi zwyciężył Vázquez, pokonując rywala na punkty po niejednogłośnej decyzji sędziów. w 4 rundzie Vázquez leżał na deskach, z kolei Márquez był liczony w ostatniej, 12 rundzie. Dodatkowo w 10 rundzie ukarany został odjęciem punktu za uderzenia poniżej pasa.
W grudniu 2008 roku federacja WBC odebrała mu tytuł mistrza świata, ponieważ nie mógł bronić swojego tytułu z uwagi na problemy zdrowotne. 10 października 2009 roku powrócił na ring po dziewiętnastomiesięcznej przerwie w boksowaniu, pokonując przez techniczny nokaut w dziewiątej rundzie Angela Antonio Priolo. Do chwili przerwania walki dwóch sędziów punktowało remis 76-76, natomiast trzeci punktował na korzyść Vázqueza w stosunku 78-74.
22 maja 2010 po raz czwarty zmierzył się z Rafaelem Márquezem. Vázquez przegrał przez techniczny nokaut już w trzeciej rundzie. W pierwszej rundzie doznał rozcięcia łuku brwiowego po ciosach Márqueza, w trzeciej rundzie po przypadkowym zderzeniu głowami doszło do rozcięcia skóry nad prawym okiem.
Zmarł w grudniu 2024. Przyczyną śmierci była choroba nowotworowa.